# Brovarkî, Lubnî
Brovarkî (în ucraineană Броварки) este un sat în comuna Snitîn din raionul Lubnî, regiunea Poltava, Ucraina.

## Demografie
Componența lingvistică a localității Brovarkî
     Ucraineană (97,56%)
     Rusă (2,44%)
Conform recensământului din 2001, majoritatea populației localității Brovarkî era vorbitoare de ucraineană (97,56%), existând în minoritate și vorbitori de rusă (2,44%).